# Linia kolejowa Liberec – Zittau
Linia kolejowa nr 346 – jednotorowa, niezelektryfikowana linia kolejowa znaczenia miejscowego łącząca granicę państwa koło Liberca w Czechach z granicą państwa koło Zittau w Niemczech. Położona jest na styku granic Niemiec, Polski i Czech. Na terytorium Polski przebiega przez województwo dolnośląskie na obszarze PKP PLK Zakładu Linii Kolejowych w Wałbrzychu.
Zarządcami linii na odcinkach stycznych są Správa železnic od strony Czech oraz DB Netz od strony Niemiec. Łączna długość odcinków polskiego, czeskiego i niemieckiego wynosi 26,740 km.

## Historia
Pierwsze wzmianki dotyczące pomysłu połączenia kolejowego z Żytawy do Liberca pojawiły się w początku lat czterdziestych XIX wieku w Cesarstwie Austriackim, jednak propozycje inwestorów saskich były zbyt kosztowne. Międzynarodową umowę dotyczącą budowy toru podpisano dopiero w 1853. Główną przeszkodą w budowie linii była konieczność budowy dużej liczby mostów, przy czym most kolejowy nad Nysą Łużycką między Żytawą i Porajowem o długości 741 metrów wciąż jest jednym z najdłuższych mostów kolejowych w Saksonii. Uroczyste otwarcie linii kolejowej odbyło się w dniu 1 grudnia 1859.

## Opis linii
Linia ta jest linią jednotorową, niezelektryfikowaną, klasy C3, przeznaczoną dla ruchu pasażerskiego i towarowego. Na przeważającej długości odcinków stycznych do linii nr 346 prędkość maksymalna wynosi około 100 km/h, jednak na samej linii zły stan torów ogranicza prędkość do 40 km/h. Ze względu na ciągle pogarszający się stan torowiska na terytorium Polski na początku 2010 w mediach pojawiły się informacje o możliwości zaprzestania kursowania pociągów.

## Czas jazdy
Deklarowany czas przejazdu na dystansie 27 km przedstawiał się następująco (wg rozkładu jazdy 2009/2010):

Pociąg Sp 17244 z Liberca do Żytawy

| Stacja           | Odjazd | Czas postoju | Czas podróży |
| ---------------- | ------ | ------------ | ------------ |
| Liberec          | 16:38  | –            | 0            |
| Chrastava        | 16:47  | 1 min        | 9 min        |
| Chotyně          | 16:52  | 0,5 min      | 14 min       |
| Hrádek nad Nisou | 16:59  | 4 min        | 21 min       |
| Zittau           | 17:10  | –            | 32 min       |